# Boletus aereus

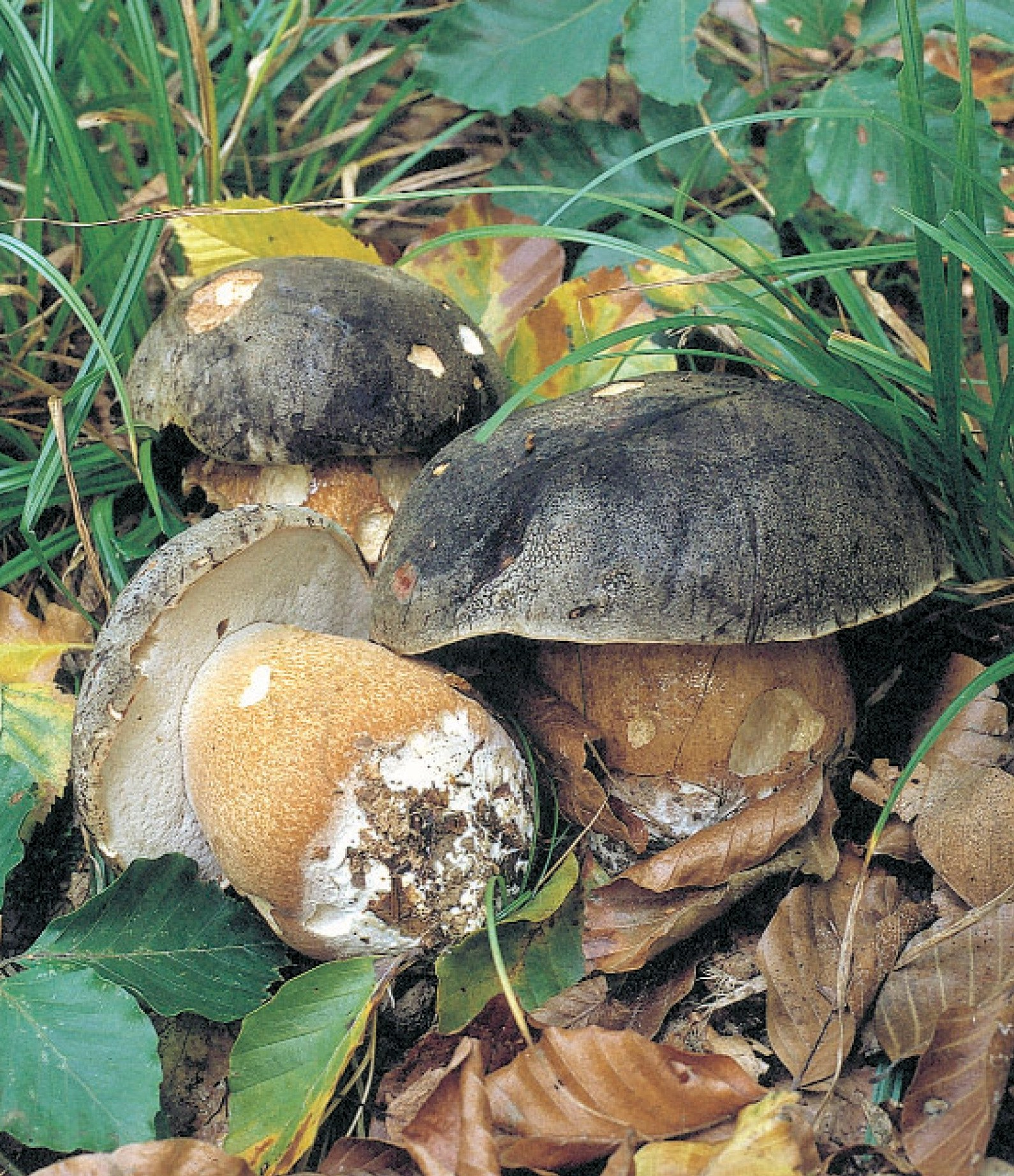
Boletus aereus

Il porcino nero (Boletus aereus Bull., 1789), comunemente chiamato anche Moreccio, è un fungo edule della famiglia delle Boletaceae.

È molto ricercato ed apprezzato per il suo aroma inebriante e perché dotato di una carne molto compatta e quindi di ottima resa; dura, bianca, non colorata sotto la cuticola del cappello. Odore molto grato, intenso ed aromatico, specialmente dopo cottura. Da crudo ricorda un po' il muschio. Sapore eccellente.

## Etimologia
Dal latino aes, aeris, bronzeo, riferito al colore intensamente bruno del cappello.
Oppure da aereus = arioso, dell'aria

## Descrizione della specie

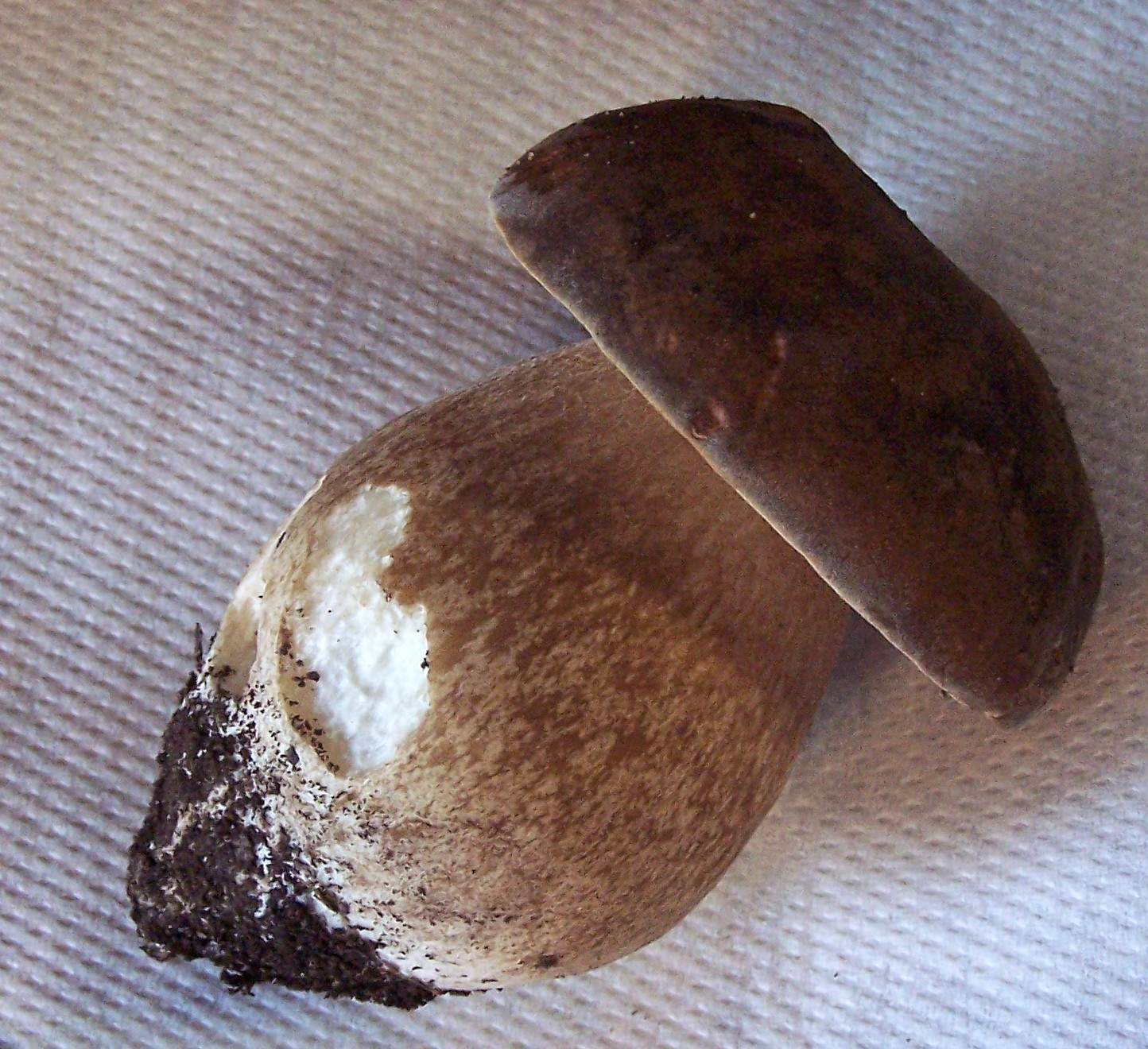
Esemplare giovane

Cappello 
6–24 cm, emisferico, poi convesso, infine aperto e spianato, a volte un po' depresso in età molto avanzata.

Sodo, molto consistente, col tempo più morbido; da giovane di colore bruno scuro con vaste zone irregolari più scure su fondo più pallido, bruno-ocraceo, superficie vellutata oppure liscia.

Non è infrequente osservare una forma decolorata di B. aereus che presenta il cappello di color nocciola o marrone chiaro; tale variante viene facilmente confusa con Boletus edulis.
 Pori 
Piccoli, fitti, in principio chiusi; di colore biancastro, poi giallastri, immutabili al tocco.

In età avanzata formano una spugna di color giallo-sporco simile a quella di molti altri boleti.
 Tubuli 
Fini, semplici, lunghi 1,5–2 cm, da adnati ad annessi, bianchi negli esemplari giovani, diventano giallo-pallidi negli esemplari maturi.
 Gambo 
5-12 x 3–7 cm, duro, dapprincipio ingrossato bulboso alla base poi cilindrico; brunastro; superficie ricoperta da un fine reticolatura, prima pallide poi più o meno colorate nel fungo adulto.
 Carne 
Dura, bianca, non colorata sotto la cuticola del cappello. Se viene toccata non cambia di colore.
- Odore: molto grato, intenso ed aromatico, specialmente dopo cottura. Da crudo ricorda un po' il muschio.
- Sapore: eccellente, il migliore dei porcini a detta di molti.

 Microscopia 
Sporebruno-olivastre in massa, 13,5-16 x 4-5 µm, lisce, ellissoidali, mono o pluriguttulate.
Basidi23-30 c 8-10 µm, tetrasporici.
Cistidi28-34 X 7-11 µm.

## Habitat
È un fungo simbionte. È una specie termofila, predilige boschi di latifoglie (specialmente castagni, querce e cerri) e cresce anche su terreni sabbiosi. È una specie tipicamente mediterranea che si va rarefacendo man mano che si sale verso il nord. Fruttifica dalla tarda primavera (purché mite) all'autunno, sovente in prossimità di cespugli di pungitopo, erica ed in piccole cavità nel terreno dove si accumula l'acqua piovana.

A volte il carpoforo è quasi completamente interrato.

## Proprietà
Ricco di vitamine del gruppo B, vitamine PP, K e minerali come il fosforo il rame, selenio, potassio e il calcio. Contiene anche varie sostanze antiossidanti. Sono antibiotici naturali che aiutano a mantenere un livello elevato di anticorpi. Sono antinfiammatori con proprietà utili nella prevenzione di malattie cardiovascolari.

## Commestibilità
Eccellente, adatto all'essiccazione dopo essere stato tagliato a fette.

Si presta molto bene alla conservazione sia in surgelatore che sott'olio.
Secondo alcuni micologi, gli esemplari meno giovani sembrerebbero essere più saporiti.

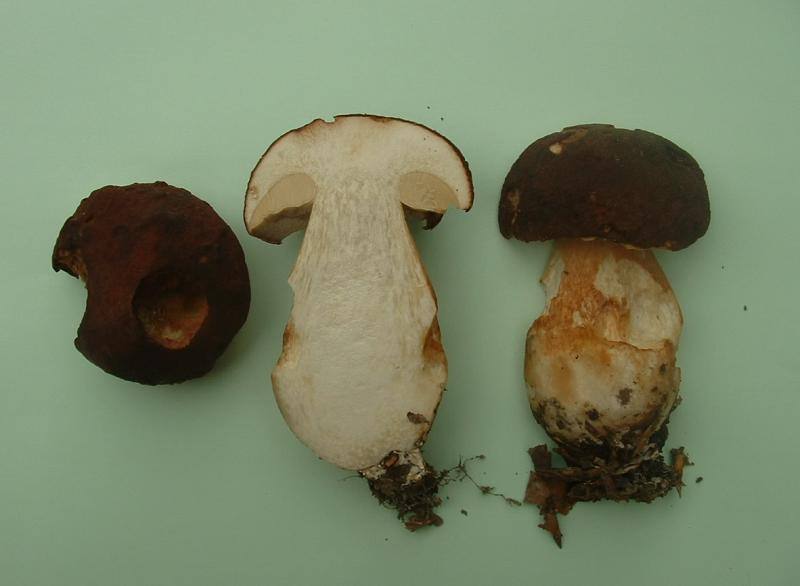
Esemplari di B. aereus raccolti ad Étrelles-et-la-Montbleuse (Francia)

## Specie simili
- Boletus edulis e Boletus aestivalis quando il cappello si presenta leggermente decolorato.
- Tylopilus felleus (immangiabile per via del sapore amarissimo) che però presenta pori di colore rosa.

## Sinonimi e binomi obsoleti
- Boletus edulis f. aereus (Bull.) Vassilkov
- Tubiporus edulis subsp. aereus (Bull.) Maire

## Nomi comuni
- Porcino nero, Farno, Bronzino, Reale (sud Sardegna).
- Moreccio (Toscana)
- Co' Nigher  (appennino Parmense)[senza fonte]
- Lardaro (Sicilia centro-orientale)
- Capeniro (Irpinia)
- Fung farè [fungo fabbro ferraio] (Comasco)
- Brisa nera (Trentino)